# Рокишкіський район
Рокишкіський район (лит. Rokiškio rajono savivaldybė) — муніципалітет районного рівня на північному сході Литви, що знаходиться у Паневезькому повіті. Адміністративний центр — місто Рокишкіс.

## Географія
Район розташований на заході Аукштачяйського плато. Найвища точка — 175 м над рівнем моря. Лісом покрито 26,3 % території району. Середня температура січня — -5,9 °C, в липні — +17,6 °С. Середньорічна кількість опадів — 716 мм. Середня товщина сніжного покриву — 25 см.

## Адміністративний поділ та населені пункти
Район включає 10 староств:
- Юодупське (лит. Juodupės seniūnija; Юодупе)
- Южинтайське (лит. Jūžintų seniūnija; Южинтай)
- Камаяйське (лит. Kamajų seniūnija; Камаяй)
- Казлишкіське (лит. Kazliškio seniūnija; Казлишкіс)
- Кряуноське (лит. Kriaunų seniūnija; Кряунос)
- Обяляйське (лит. Obelių seniūnija; Обяляй)
- Панделіське (лит. Pandėlio seniūnija; Панделіс)
- Панямунеліське (лит. Panemunėlio seniūnija; Панямунеліс)

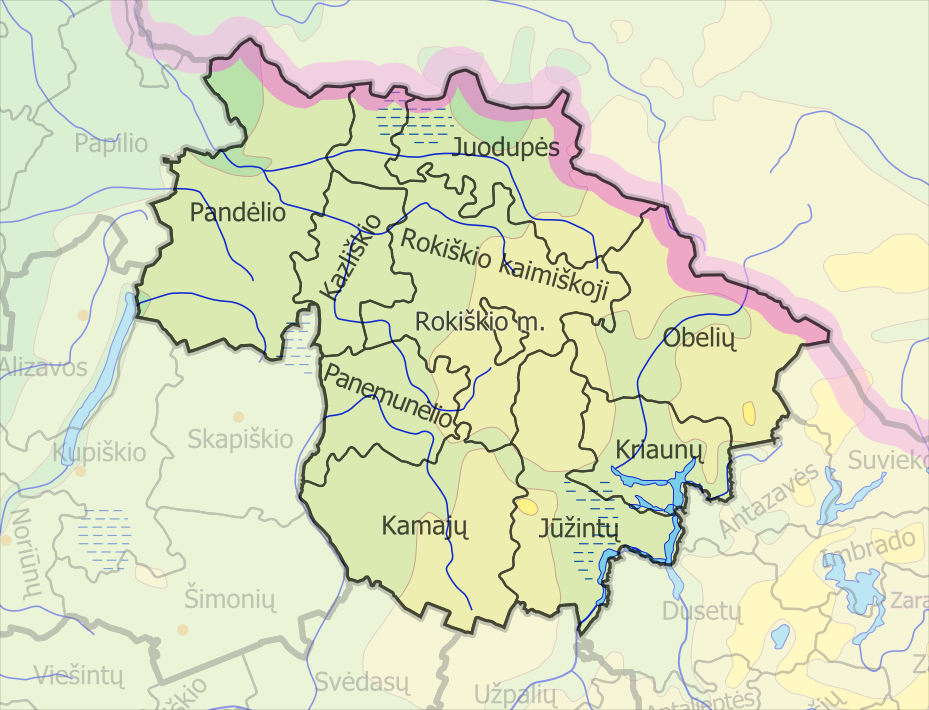
Староства Рокишкіського району

- Рокишкіське сільське (лит. Rokiškio kaimiškoji seniūnija; Рокишкіс)
- Рокишкіське міське (лит. Rokiškio miesto seniūnija; Рокишкіс)

Район містить 3 міста — Обеляй, Панделіс та Рокишкіс; 9 містечок — Чядасай, Дуокішкіс, Юодупе, Южинтай, Камаяй, Панямунеліс, Панямуніс, Салос та Сувайнішкіс; 689 сіл.
Чисельність населення найбільших поселень (2001):
- Рокишкіс — 16 746 осіб
- Юодупе — 2 043 осіб
- Каволишквс — 1 428 осіб
- Обеляй — 1 371 осіб
- Панделвс — 1 024 осіб
- Камаяй — 681 осіб
- Скемай — 678 осіб
- Байорай — 671 осіб
- Панямунелвс — 646 осіб
- Лайбгаляй — 503 осіб

## Населення
Згідно з переписом 2011 року у районі мешкало 34 889 осіб.
Етнічний склад:
- Литовці — 92,63 % (32318 осіб);
- Росіяни — 5,75 % (2007 осіб);
- Поляки — 0,38 % (131 осіб);
- Українці — 0,26 % (89 осіб);
- Білоруси — 0.22 % (76 осіб);
- Латвійці — 0,1 % (35 осіб);
- Німці — 0,03 % (10 осіб);
- Інше — 0,64 % (223 осіб).

Склад за місцем проживання:
- Міське — 21 184 осіб (49,94 %)
- Сільське — 21 237 осіб (50,06 %)

Склад за статевою ознакою:
- Чоловіки — 19 912 осіб (46,94 %)
- Жінки — 22 509 осіб (53,06 %)

Склад за віросповіданням:
- Католики — 34 314 осіб (94,72 %)
- Старовіри — 1 215 осіб (3,35 %)
- Православні — 546 осіб (1,51 %)
- Інші — менш 0,5 %

## Відомі уродженці
- Булавас Йонас  (лит. Jonas Bulavas; (1903—1984) — литовський агроном селекціонер, заслужений діяч науки  Литовської РСР (1965);
- Юозас Булавас (лит. Juozas Bulavas; 1909—1995) — литовський правознавець, державний і громадський діяч, ректор  Вільнюського університету (1956—1958).